# Andrija Jonić
Andrija Jonić (Beograd, 27. avgust 1983) srpski je književnik.

## Biografija
Objavio je roman Refren, koji je za kratko vreme osvojio brojnu publiku, kao i nagradu Pegaz za roman godine Književne omladine Srbije na 58. Međunarodnom sajmu knjiga u Beogradu.
Autor je online zbirke kratkih priča i tekstova Dnevnik vidljiv čudnima. Za samo dve godine i svega nekoliko objavljenih tekstova ova zbirka je postala najčitanije književno delo u online formi, praćeno kratkom pričom Idi probudi ostalu decu koja je na području bivše Jugoslavije doživela do sada nezapamćen odziv čitalaca.
Osnivač je globalnog projekta Kvazar koji je pisan sa jasnim ciljem da podigne nivo svesnosti pojedinca i pokaže nove smernice u posmatranju života i veštačkog autodestruktivnog sveta u kome živimo.
Dodeljena mu je Nagrada Pegaz za roman Refren, Književna omladina Srbije (58. međunarodni sajam knjiga, Beograd).

## Autorska dela
- 2018 Refren (roman) (Laguna, Beograd)
- 2013 Dnevnik vidljiv čudnima (online zbirka kratkih priča i tekstova)
- Kvazar (projekat u pripremi)

## Kratke priče i tekstovi
- 2018 Strahum (iz zbirke kratkih priča "Gvozdena kapija", Narodna biblioteka "Veljko Dugošević", Golubac)
- 2018 Poslednji organski čovek na svetu
- 2018 Tamo gde reke nemaju ime
- 2018 Tvoje ime prećutim
- 2017 Sve je to put
- 2016 Idi probudi ostalu decu
- 2016 Priča o divljoj, neistraženoj zvezdi...
- 2015 Moj najveći strah
- 2013 Negde daleko plivali su delfini
- 2013 Njen grad

## Spoljašnje veze
- Zvanična internet prezentacija